# Грудій Григорій Петрович
Григо́рій Петро́вич Груді́й (1983-2022) — український військовослужбовець, учасник російсько-української війни, кавалер ордена «За мужність» III ступеня.

## Нагороди
- Орден «За мужність» III ступеня[1].
- Почесний громадянин Конотопа.